# Sofia Quintino

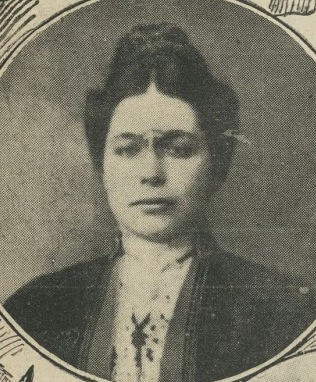
Sofia Quintino, 1910

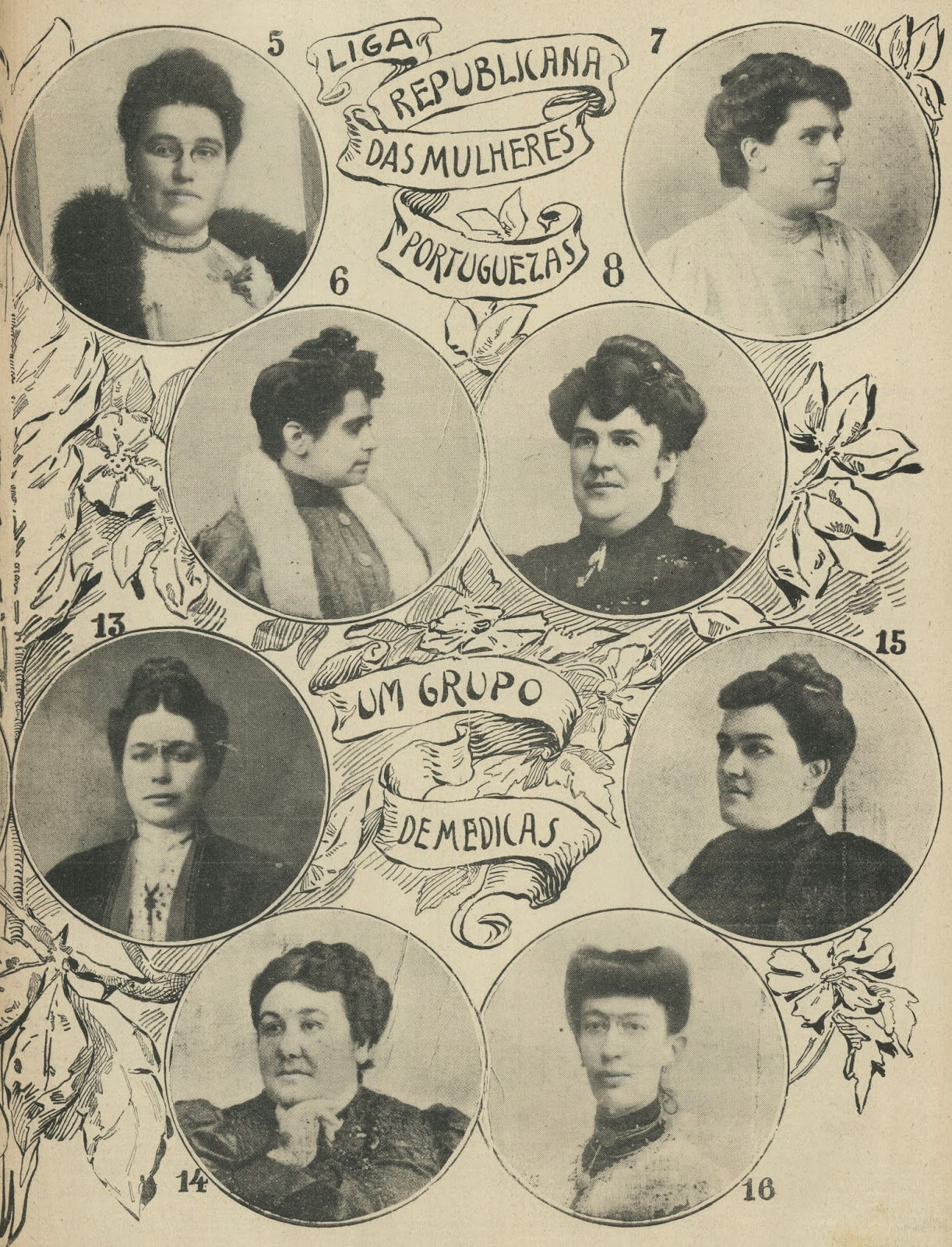
Beilage zur Zeitschrift O Século vom 12. Mai 1910 über die Suffragetten der Liga Republicana das Mulheres Portuguesas; 5 – Ana de Castro Osório; 6 – Maria Veleda; 7 – Beatriz Pinheiro; 8 – Maria Clara Correia Alves; 13 – Sofia Quintino; 14 – Adelaide Cabete; 15 – Carolina Beatriz Ângelo; 16 – Maria do Carmo Joaquina Lopes

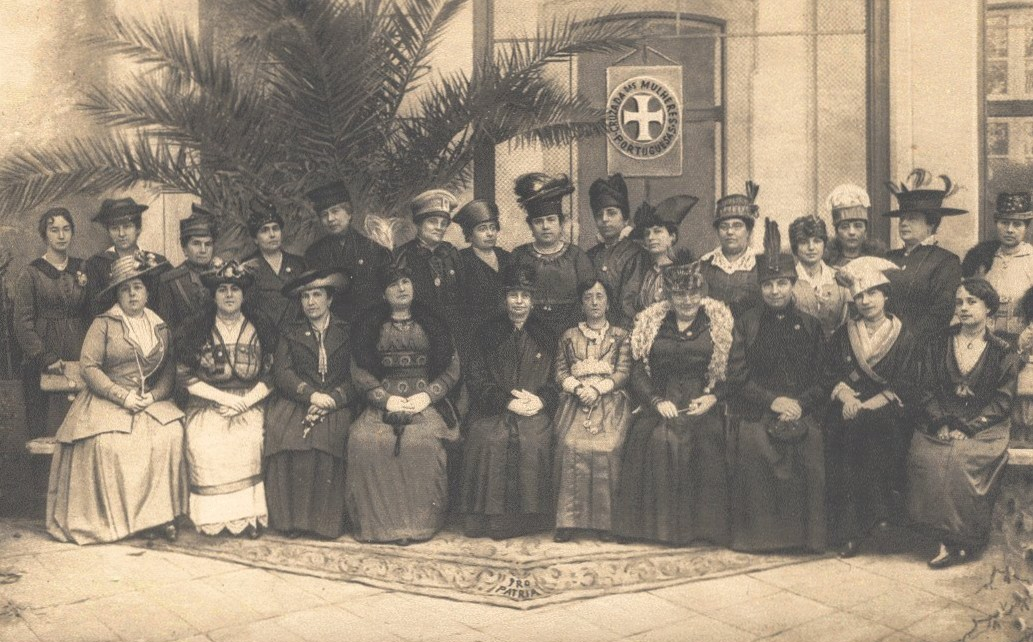
Mitglieder des Cruzada das Mulheres Portuguesas, 1916

Sofia da Conceição Quintino (* 23. Mai 1879 in Lamas, Cadaval; † 8. Juli 1964 in Carnaxide, Oeiras) war eine portugiesische Ärztin, Frauenrechtlerin und republikanische Aktivistin. Bekannt als eine der ersten portugiesischen Frauen, die ein Medizinstudium absolvierten, spielte sie zu ihren Lebzeiten auch eine wichtige Rolle bei der Entwicklung des weltlichen Pflegedienstes und der Einführung der Physiotherapie in Portugal.

## Leben
Quintino besuchte die Escola Médico-Cirúrgica de Lisboa, aus der später die medizinischen Fakultät der Universität Lissabon hervorging, und lernte dort als Kommilitoninnen Adelaide Cabete und Carolina Beatriz Ângelo kennen. Nach ihrem Abschluss 1905 mit einer Arbeit mit dem Titel Algumas Palavras Sobre a Sensibilização das Bactérias (Sensibilisierung bei Bakterien als Auslöser) begann sie als Assistentin in dem damals einzigen Labor für klinische Analysen, das die öffentlichen Krankenhäuser der Region versorgte, und eröffnete kurz darauf mit anderen Ärzten eine Praxis im Lissabonner Stadtteil Mouraria, wo sie Allgemeinmedizin, Gynäkologie und Geburtshilfe praktizierte.
Schon vor der Ersten Portugiesischen Republik hatte sich Quintino republikanischen und pazifistischen Idealen verschrieben und begann 1907, sich sozial zu engagieren, als sie dem portugiesischen Komitee der französischen Vereinigung La Paix et le Désarmement par les Femmes beitrat und zusammen mit der Schriftstellerin Ana de Castro Osório, den Ärztinnen Adelaide Cabete und Carolina Beatriz Ângelo sowie der Journalistin Maria Veleda die Grupo Português dos Estudos Feministas mitbegründete. Diese feministische Organisation, die nur ein Jahr lang aktiv war, wurde zur Grundlage für die Entwicklung vieler anderer Frauenrechtsbewegungen in Portugal.
Kurz darauf schloss sich Quintino dem Freidenkertum und der Liga Republicana das Mulheres Portuguesas an, veröffentlichte feministische Artikel im Jornal das Senhoras und in A República, verfasste Schulungsmaterial für Frauen und nahm an nationalen und internationalen Kongressen teil, wie dem Congresso Internacional de Medicina in Lissabon 1906 oder dem Congresso Nacional do Livre Pensamento  im Jahr 1908.
Nach der Gründung der portugiesischen Republik im Jahr 1910 unterstützte Quintino als Mitglied der Liga Republicana das Mulheres Portuguesas öffentlich die Petition, in der die sofortige Überarbeitung des Bürgerlichen Gesetzbuchs, die Verabschiedung eines Scheidungsgesetzes und das Wahlrecht für Frauen gefordert wurden. Die Liga übergab die Petition am 27. November 1910 an die provisorische Regierung, war am Ende jedoch mit der Forderung nach einem uneingeschränkten Wahlrecht nicht erfolgreich.
Aufgrund verschiedener Initiativen zur Förderung des Unterrichts und der Bildung, die vom republikanischen Regime ins Leben gerufen oder unterstützt wurden, begann Quintino neben ihrer Tätigkeit als Ärztin, Vorträge und Veranstaltungen an Schulzentren wie dem Centro Escolar Republicano Boto Machado  oder bei der Sociedade Promotora de Educação Popular zu Themen wie der Gesundheit von Kindern oder der Kinder- und Jugendfürsorge zu halten.
1914, mit dem Ausbruch des Ersten Weltkriegs, unterstützte Quintino die Idee, dass die Krankenpflege nicht nur über religiöse Institutionen organisiert werden sollte, und stellte sich gegen nationale katholische und monarchistische Frauenorganisationen wie die neu entstandene Assistência das Portuguesas às Vítimas da Guerra der katholischen Kirche, und schloss sich der im selben Jahr gegründeten weltlichen Comissão Feminina Pela Pátria an. Diese Organisation, die von ihrer Freundin Ana de Castro Osório im Rahmen der Liga Republicana das Mulheres Portuguesas ins Leben gerufen wurde, sammelte Material und appellierte an die Frauen, sich für den Krieg zu engagieren. Quintino koordinierte das Ganze und führte die ersten Krankenpflegekurse in Portugal durch, die nicht von und für Nonnen abgehalten wurden. Später, mit Portugals Eintritt in den Ersten Weltkrieg, baute die Präsidentengattin Elzira Dantas Machado die Frauenkommission um und gründete die Cruzada das Mulheres Portuguesas, eine karitative Bewegung, die Soldaten und ihre Familien unterstützte. Quintino bildete junge portugiesische Krankenschwestern aus, die für den Einsatz in Kriegsszenarien vorbereitet wurden, sowohl an der Front, um den verwundeten Soldaten des portugiesischen Expeditionskorps zu helfen, als auch in der Nachhut von Feld- oder Genesungslazaretten.
Nach dem Krieg arbeitete Quintino zwischen 1918 und 1948 als Leiterin der Physiotherapie in den öffentlichen Krankenhäusern von Lissabon und war gleichzeitig als Allgemeinärztin und Lehrerin an weiterführenden Schulen tätig. 1931 unterbrach sie für ein Studium an der medizinischen Fakultät der Universität Paris ihre berufliche Laufbahn vorübergehend. Nach ihrer Rückkehr nach Portugal setzte Sofia Quintino ihre alten Aufgaben fort, arbeitete mit dem Mediziner João Alberto de Azevedo Neves zusammen und stieg zur Leiterin der Abteilung für die Heilung von Hauttuberkulose durch Behandlung mit Rot- oder UV-Licht am Hospital de São José in Lissabon auf.
Quintino starb 1964 im Alter von 85 Jahren, ohne jemals geheiratet oder direkte Nachkommen hinterlassen zu haben.
In ihrem Geburtsort Cadaval wurde eine Straße nach ihr benannt. Am 17. Dezember 2011 wurde in der Nähe der Stadtbibliothek von Cadaval eine Eiche zu ihrem Angedenken gepflanzt. Am selben Tag wurde das Buch Republicanas Quase Desconhecidas der Schriftstellerin Fina d'Armada vorgestellt, das die Biografie der Geehrten und 32 weiterer Aktivistinnen aus verschiedenen portugiesischen Gemeinden enthält.